# Richtungsverb
Richtungsverben (auch: lokative Verben) bilden eine spezielle semantische Klasse der Wortart Verb. Richtungsverben leiten sich ab aus Hauptwörtern und beschreiben eine räumliche Bewegung.
Grammatikalisierung : {(Richtungszusatz) + Verb}

## Beispiele
- (auf)schultern = auf die Schulter nehmen
- besuchen
- einkellern
- kanonisieren
- auftischen
- anseilen
- speichern
- beerdigen